# José Alberto González Juárez

José Alberto González Juárez, 2022

José Alberto González Juárez (* 19. Dezember 1967 in El Parral, Municipio Villa Corzo, Chiapas, Mexiko) ist ein mexikanischer Geistlicher und römisch-katholischer Bischof von Tuxtepec.

## Leben
José Alberto González Juárez empfing am 8. Dezember 1995 durch Bischof Felipe Aguirre Franco das Sakrament der Priesterweihe für das Bistum Tuxtla Gutiérrez.
Papst Franziskus ernannte ihn am 6. Juni 2015 zum Bischof von Tuxtepec. Die Bischofsweihe spendete ihm der Apostolische Nuntius in Mexiko, Erzbischof Christophe Pierre, am 22. Juli desselben Jahres. Mitkonsekratoren waren der Erzbischof von Durango, José Antonio Fernández Hurtado, und der Erzbischof von Tuxtla Gutiérrez, Fabio Martínez Castilla.